# 石盘街道
石盘街道，原为石盘镇，是中华人民共和国四川省成都市简阳市下辖的一个乡镇级行政单位。2019年12月，撤镇设街道，以原石桥镇佘家村、窝窝店村和原周家乡、原石盘镇所属行政区域为石盘街道的行政区域，石盘街道办事处驻金龙山庄南路375号。吉利学院位于石盘街道辖区内。

## 行政区划
石盘街道下辖以下地区：
船板沟村、付家祠村、拱桥村、郭家祠村、河嘴村、火箭村、兰家寺村、楼子坝村、南冲堰村、三合堰村、桑园村、四方碑村、天长村、瓦窑沟村、谢家祠村、艳丰村和郑公山村，龙泉湖社区、白塔村、板板桥村、朝阳村、大石包村、方家林村、费家沟村、凤凰山村、花红村、水滩村、四十里村、卫星村、吴家祠村、向家沟村、象鼻村、小斑竹村、银定桥村、余家碾村和斩龙村。